# Spherillo albospinosus
Spherillo albospinosus is een pissebed uit de familie Armadillidae. De wetenschappelijke naam van de soort is voor het eerst geldig gepubliceerd in 1900 door Adrien Dollfus.